# 모히스 알베르트
모히스 아우베르치(Morris Albert, 본명(本名)은 마우리씨우 아우베르뚜 카이저만(Mauricio Alberto Kaisermann), 1951년 9월 7일 ~ )는 브라질의 남성 싱어송라이터, 기타리스트, 피아니스트, 퍼커셔니스트, 악단 지휘자, 프로듀서이다. 흔히 모리스 앨버트라는 영어 독음형 이름으로도 잘 알려져 있다.

## 생애
오스트리아 이민계 브라질인 출신인 그는 브라질 상파울루주 상파울루 출생이며 1973년 기타리스트로 첫 데뷔하였고 1975년 자작곡 《Feelings》로 가수 데뷔하였는데 그는 이 작품이 전세계적으로 빅 히트하면서 싱어송라이터로서의 큰 성공을 거두었다.

## 유명세
앞서 거론한 것처럼 그는 보통적으로 대한민국 국내에서는 《Feelings》이라는 영어 노래 작품이 대중적으로 히트한 가수로 널리 잘 알려져 있다.